# Rutherford (Kalifornija)
Rutherford je naseljeno područje za statističke svrhe u američkoj saveznoj državi Kalifornija. Prema popisu stanovništva iz 2010. u njemu je živjelo 164 stanovnika.